# Torre dei Buondelmonti
La Torre dei Buondelmonti è un'antica torre di Firenze, a pianta quadrangolare, situata in via delle Terme.

## Storia e descrizione
La famiglia dei Buondelmonti aveva numerose torri sia in questa strada che nella parallela Borgo Santi Apostoli (per esempio quella che oggi è chiamata Torre degli Acciaiuoli). Edificata verso l'XIII secolo fu incorporata nel Quattrocento nel palazzo di famiglia, costruito accanto alla torre e confinante al palazzo dell'Arte dei Galigai.
Sebbene scapitozzata come la quasi totalità delle torri fiorentine nel Duecento, è ancora facilmente distinguibile per la sua mole alta e stretta, che svetta tuttora sugli edifici circostanti. L'aspetto odierno è molto fedele all'aspetto duecentesco originario. Al piano terra ha un'apertura sormontata da un doppio arco, mentre ai piani superiori ha cinque finestre alte e strette di dimensioni diverse.
Al piano terreno presenta un lieve bugnato, tra i primi esempi a Firenze. Nella parte superiore presenta un filaretto in pietra, mentre all'ultimo piano è caratterizzata da un più semplice trattamento a laterizio. Anche sul lato sinistro, sul Chiasso delle Misure, presenta il profilo di due porte e di una finestrella, chiuse in occasione di rimaneggiamenti successivi.
La famiglia si trasferì nel Quattrocento a Palazzo Buondelmonti.